# کریستف دزبویونز
کریستف دزبویونز (انگلیسی: Christophe Desbouillons؛ زادهٔ ۲۰ اوت ۱۹۵۸) بازیکن فوتبال، و سرمربی (فوتبال) اهل فرانسه است.
از باشگاه‌هایی که در آن بازی کرده‌است می‌توان به باشگاه فوتبال المپیک لیون، باشگاه فوتبال آنژه، باشگاه فوتبال کان، و باشگاه فوتبال مو اشاره کرد.